# Фадріке Енрікес де Веласко
Фадріке Енрікес де Веласко II (близько 1465–1538), 4-й лорд Медіна-де-Ріосеки, був 4-м адміралом Кастилії і відіграв важливу роль у придушенні повстання комунерів.
Фадріке Енрікес був сином Алонсо Енрікеса (1435-1485) і Марії де Веласко. Він успадкував батьківські володіння в Паленсії і замок Медіна-де-Ріосеки. 14 лютого 1490 року його призначили адміралом Кастилії. Він був двоюрідним братом Фернандо II, сина Хуана II і Хуана Енрікес з Кордови.
Фадріке Енрікес був норовистим і його вигнали на Сицилію після суперечки з королевою Ізабелою I. У 1489 його відновили і він взяв участь в захоплені Баси і у війні в Гранаді.
Під час перебування в Сицилії він одружися з дуже багатою Анею де Кабрерою, графинею Модіки, Осони, Кабрери і Баса. У них не було дітей.
Фадріке набув найбільшої політичної ваги під час повстання комунерів.